# Тербяс
Тербяс (рос. Тербяс) — село у Вілюйському улусі Республіки Сахи Російської Федерації.
Населення становить 626 осіб. Належить до муніципального утворення Тилгининський наслег.

## Географія

### Клімат
| Клімат Тербяса            | Клімат Тербяса | Клімат Тербяса | Клімат Тербяса | Клімат Тербяса | Клімат Тербяса | Клімат Тербяса | Клімат Тербяса | Клімат Тербяса | Клімат Тербяса | Клімат Тербяса | Клімат Тербяса | Клімат Тербяса | Клімат Тербяса |
| Показник                  | Січ.           | Лют.           | Бер.           | Квіт.          | Трав.          | Черв.          | Лип.           | Серп.          | Вер.           | Жовт.          | Лист.          | Груд.          | Рік            |
| Середній максимум, °C     | −33,8          | −27,4          | −13,8          | −1,7           | 9,3            | 20,0           | 23,4           | 19,3           | 9,6            | −4,6           | −23,3          | −31,4          | −4             |
| Середня температура, °C   | −37,6          | −32,2          | −20,8          | −8,4           | 3,8            | 13,7           | 17,1           | 13,3           | 4,9            | −8,5           | −27,3          | −35,2          | −9             |
| Середній мінімум, °C      | −41,4          | −37            | −27,7          | −15,1          | −1,6           | 7,5            | 10,9           | 7,4            | 0,2            | −12,3          | −31,2          | −39            | −14            |
| Норма опадів, мм          | 11             | 8              | 9              | 12             | 22             | 37             | 47             | 35             | 32             | 27             | 19             | 16             | 275            |
| ------------------------- | -------------- | -------------- | -------------- | -------------- | -------------- | -------------- | -------------- | -------------- | -------------- | -------------- | -------------- | -------------- | -------------- |
| Джерело: climate-data.org |                |                |                |                |                |                |                |                |                |                |                |                |                |

## Історія
Згідно із законом від 30 листопада 2004 року органом місцевого самоврядування є Тилгининський наслег.

## Населення
| 2002 | 2010 | 2012 | 2013 | 2014 | 2015 | 2016 |
| ---- | ---- | ---- | ---- | ---- | ---- | ---- |
| 710  | ↘644 | ↗648 | ↘628 | ↘621 | ↗623 | ↗633 |
| 2017 | 2018 |      |      |      |      |      |
| ↗638 | ↘626 |      |      |      |      |      |